# Pavel Řehák
Pavel Řehák (ur. 7 października 1963) – czeski piłkarz występujący na pozycji napastnika.

## Kariera klubowa
Od 1984 do 1999 roku występował w klubach Slavia Praga, JEF United Ichihara, Consadole Sapporo, Petra Drnovice i Yokohama FC.

## Kariera trenerska
Po zakończeniu piłkarskiej kariery pracował jako trener w Vissel Kobe.